# Poljičica
Poljičica je hrvatsko ćirilićno povijesno pismo koje se koristilo među stanovništvom Poljica i u Poljičkoj Kneževini.
Dana 23. studenoga 2023. „umijeće čitanja, pisanja i tiskanja poljičice” zaštićeno je kao nematerijalno kulturno dobro i upisano u Registar kulturnih dobara Republike Hrvatske.